# Rostraria cristata
Rostraria cristata là một loài thực vật có hoa trong họ Hòa thảo. Loài này được (L.) Tzvelev miêu tả khoa học đầu tiên năm 1970 publ. 1971.

## Hình ảnh

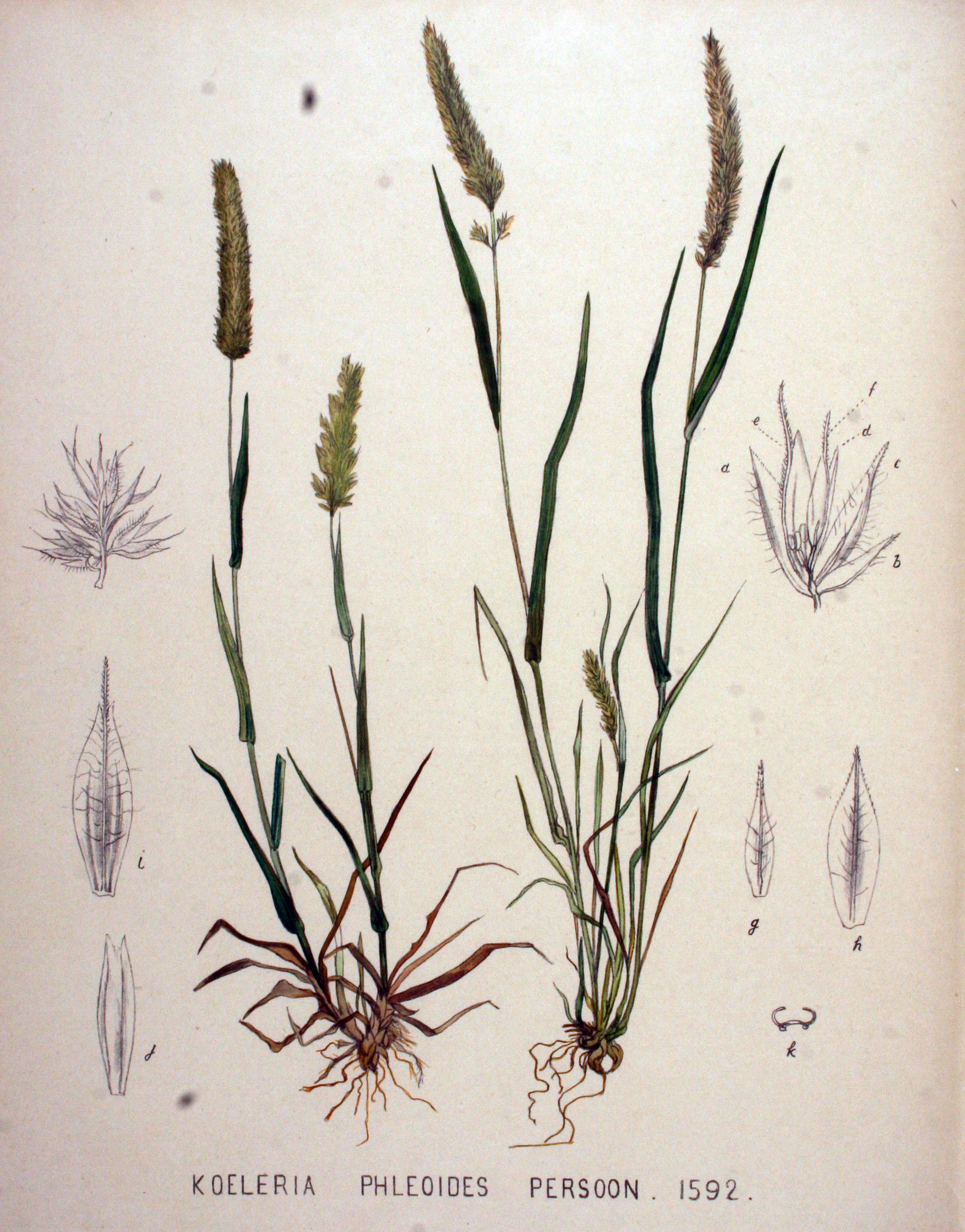